# Hassan Adams
Hassan Olawale Adams (Inglewood, 20 giugno 1984) è un ex cestista statunitense, professionista nella NBA e in Italia.

## Carriera

### NCAA
Dal 2002 al 2006 ha giocato per Arizona come ala piccola.
Marques Johnson gli affibbiò il soprannome "Hot Sauce".

### NBA
Nel Draft NBA 2006, fu selezionato dai New Jersey Nets nel secondo giro come 54ª scelta e giocò 61 partite.
Al termine della stagione 2007-08 firmò un contratto biennale con i Toronto Raptors.

### Italia
Nel novembre del 2007 approdò in Italia nel Basket Draghi Novara in Legadue e nel marzo dell'anno seguente passò al Basket Teramo.

## Palmarès
- McDonald's All-American Game (2002)